# Тадзава (озеро)
Тадзава (Тадзава-Ко; яп. 田沢湖) — кратерное озеро в Японии.
Водоём расположен на территории города Сембоку в префектуре Акита, одним из лучше всего сохранившийся в стране поселений эпохи самураев Какунодате. Глубина озера достигает 424 м. Это глубочайшее озеро страны. Дно расположено ниже уровня моря. Водотоки, впадающие в него, отсутствуют, за исключением нескольких маленьких ручьёв, часто сезонных. Площадь водной поверхности — 25,9 км².
Вода озера весьма прозрачна, иногда это значение достигает 30 м.
На берегах озера расположен курорт с горячими источниками, весьма популярный в стране. Вокруг Тадзавы есть несколько горнолыжных курортов, туристы, таким образом, посещают местность круглый год.
Исторически местность у озера является одним из южных мест, где проживали айны.
В водах озера проживает лосось Oncorhynchus kawamurae, ранее этот вид считался вымершим. Также обитают кунджа, нерка, карп, голец, сом и иные рыбы.